# Günter Heiden
Günter Heiden (* 10. Februar 1943; † 15. Juni 1991) war ein deutscher Fußballspieler. Der beim BSC Oppau in Ludwigshafen großgewordene Spieler hat bei Borussia Neunkirchen in den zwei Runden 1964/65 und 1965/66 in der Fußball-Bundesliga 52 Ligaspiele absolviert und sechs Tore erzielt.

## Karriere
Heiden spielte schon in der Jugend beim BSC Oppau und ab der Saison 1961/62 in der damals erstklassigen Fußball-Oberliga Südwest. Das 18-jährige Nachwuchstalent debütierte am 20. August 1961 bei einer 2:5-Auswärtsniederlage gegen die Sportfreunde Saarbrücken in der Oberliga. Am Rundenende hatte er in 28 Spielen mitgewirkt und zehn Tore beim Erreichen des 11. Ranges erzielt. Er war ein vielseitig verwendbarer Spieler, er konnte im Angriff wie auch in der Abwehr eingesetzt werden. Im letzten Jahr der alten erstklassigen Oberliga, 1962/63, war er in 29 von 30 Spielen aktiv und erzielte für den 14. der Tabelle fünf Tore. Insgesamt hat er in zwei Runden in der Oberliga Südwest 57 Spiele absolviert und dabei 15 Tore erzielt. In der Runde 1963/64 spielte er mit Oppau in der neu gegründeten Regionalliga Südwest. An der Seite von Mitspielern wie Walter Gogel (15 Tore) und Egon Reffert bestritt Heiden 32 Ligaspiele und erzielte acht Tore. Der BSC belegte den 16. Rang und stieg in die Amateurliga ab.
Zur Saison 1964/65 nahm er ein Angebot des saarländischen Bundesligaaufsteigers Borussia Neunkirchen an und wechselte zu den Schwarz-Weißen in das Ellenfeldstadion. Neben Heiden hatte die Borussia noch Werner Müller aus Dudweiler und Gottfried Peter von den Amateuren des 1. FC Saarbrücken verpflichtet. Müller blieb ohne Einsatz und Peter kam auf zwei Einsätze mit einem Tor. Heiden absolvierte im Team von Trainer Horst Buhtz 24 Bundesligaspiele und erzielte fünf Tore beim Erreichen des 10. Ranges. Der Mann aus Oppau debütierte am 22. August 1964 am Rundenstarttag bei einer 0:2-Auswärtsniederlage beim 1. FC Nürnberg in der Bundesliga. Er lief als Mittelstürmer im damals gespielten WM-System auf und hatte es in den überwiegenden Zweikämpfen mit Ludwig Müller und Horst Leupold im Deckungszentrum des „Clubs“ zu tun gehabt. Der nominelle linke Borussen-Flügel mit Erwin Glod und Dieter Harig verstärkte konsequent die Abwehr. Die Angriffsbemühungen der Spitzen Elmar May und Heiden wurden noch durch Halbstürmer Paul Pidancet unterstützt. Am zweiten Bundesligaspieltag, den 29. August, bei einer 1:2-Heimniederlage gegen Borussia Dortmund, gelang Heiden sein erstes Bundesligator. Zur zweiten Bundesligasaison, 1965/66, glückten die Bemühungen bei den Neuzugängen mit Werner Görts (28-1), Gerd Peehs (20-0) und Jürgen Wingert (19-5) zwar besser, im Gegenzug konnten die „Aufsteiger“ nicht mehr die Leistung des Vorjahres wiederholen. Abwehrchef Erich Leist und Stürmerstar May konnten infolge Verletzungen nicht mehr alle Spiele bestreiten und bei Glod und Hans Schreier stand das Karriereende bevor. Hatte die Buhtz-Elf 1964/65 noch mit 44:48 Toren die Runde bestritten, so wurde die Bilanz 1965/66 mit 32:82 Toren massiv negativ und der Abstieg mit 22:46 Punkten nicht zu vermeiden. Heiden lief im zweiten Jahr in 28 Spielen auf – zumeist in der Abwehr – und erzielte einen Treffer.
In der Saison 1966/67 kam er beim Meisterschaftsgewinn von Borussia Neunkirchen in der Regionalliga Südwest lediglich in fünf Spielen zum Einsatz und verließ im Sommer 1967 die Saarländer und wechselte zum FSV Frankfurt in die Fußball-Regionalliga Süd. Am Bornheimer Hang kam er 1967/68 an der Seite von Mitspielern wie Erich Wolf (Torhüter), Reinhold Nedoschil und Walter Szaule auf 17 Regionalligaeinsätze mit einem Tor. Am Rundenende stieg die Mannschaft ab. Heiden kehrte in die Regionalliga Südwest zurück, er wechselte zum FC 08 Homburg. Dort spielte er bis 1970 unter Trainer Herbert Binkert und absolvierte im Waldstadion 55 Ligaspiele und erzielte 14 Tore. Danach zog es ihn wieder zu seinem Heimatverein BSC Oppau zurück, dies war die letzte Station in Heidens Spielerlaufbahn.